# 高德武
高德武，又名高仇须，是高句丽宝藏王的第三个儿子，为武则天侄儿建安王武攸宜的外甥。699年被武周任命高德武接管安东都督府都督职位。

## 争议
一些历史学家称高德武在安史之乱后建立了小高句丽，控制了辽东半岛和朝鲜半岛大同江以北的地区，这是没有历史依据的。因为他们根据的只是《新唐书》的这句话“明年，以藏子德武为安东都督，后稍自国。至元和末，遣使者献乐工云” ，属孤证（《三国史记》只是照抄此句，再没有其他史料证明所谓小高句丽的存在）。金毓黻的《东北通史》认为“元和末，遣使者献乐工”的高丽，应该是渤海国，误抄《册府元龟》之故。

## 高德武的任期
“明年，以藏子德武为安东都督，后稍自国。至元和末，遣使者献乐工云”这句话并不能证明自国的是高德武，和高德武从699年—755年都是安东都督。《册府元龟·外臣部·封册二》记载了高定傅（713年）和高文简（715年）担任安东都督的事实，所以高德武并不是所谓小高句丽的建立者。
| 無 原因：小高句丽政權建立 | 小高句丽國王 ？ （有爭議） | 不詳 |